# Kőrösy Bertalan
Kőrösy Bertalan, Kőrösi (Pest, 1852. augusztus 15. – Jászapáti, 1945. január 1.) színész, színigazgató. 

## Pályafutása
Kőrösi Zsuzsanna törvénytelen gyermekeként született. Színészi pályára lépett 1871-ben, Molnár Györgynél, aki egy nyári szünet alkalmával társulatot szervezett és elvitte Kecskemétre, Szegedre és Nagybecskerekre. Ezután a Nemzeti Színházban statisztált, onnan Aradra ment, de fiatalsága miatt nem kapott szerepet, erre Várnay Fábiánhoz szerződött, majd tőle Szabó Antalhoz. 1895-ben színigazgatásba fogott, de két év után már abbahagyta. Mint igazgató nagyobb állomásai voltak Újvidék és Pancsova. 1902-ben Budapesten a Korona Színházat vezette, de ez a vállalkozás is sikertelen maradt. Erre elszerződött színészi minőségben és működött Szegeden, Debrecenben, Pécsett, valamint Székesfehérvárott. 1907-ben egylovas fogatával Nagysomkútról Párizsba látogatott. Nyugdíjba ment 1910. január 1-én. Végelgyengülésben hunyt el 1945-ben, 92 éves korában.
Főbb szerepei: Csikós, Szellemfi, Winkelmann, Gonosz Pista, Reinhold Kristóf, Zab Feri (Apósok), báró Szlankaményi, Samu (Kintornás család), Goldstein Számi, Pusztabíró stb. 
Neje Márkus Róza, színésznő, született Kiskunfélegyházán, 1861-ben. 1877-ben lépett a színi pályára. 1899. január 1-én nyugalomba vonult. Meghalt 1903. május 27-én, Budapesten a Szent János kórházban. Második felesége Pál Terézia volt.